# Doża Genui
Doża Genui – wódz, najwyższy urzędnik w Republice Genui. Urząd doży wprowadzono w roku 1339. Jednak z powodu ciągłych walk pomiędzy rodami oraz wojen z innymi krajami, do roku 1528 tylko pięciu dożów zostało oficjalnie wybranych na urząd (1339 Simone Boccanegra; 1344 Giovanni di Mutra; 1363 Gabrielle Adorno; 1415, 1422 i 1437 Tomaso Campofregoso; 1522 Antoniotto II Adorno). Pozostali władcy Genui w tym czasie zdobywali władzę siłą bądź byli mianowani przez okupantów.
Po reformie dokonanej przez Andrea Doria w 1528 r. dożowie byli wybierani na dwuletnią kadencję.

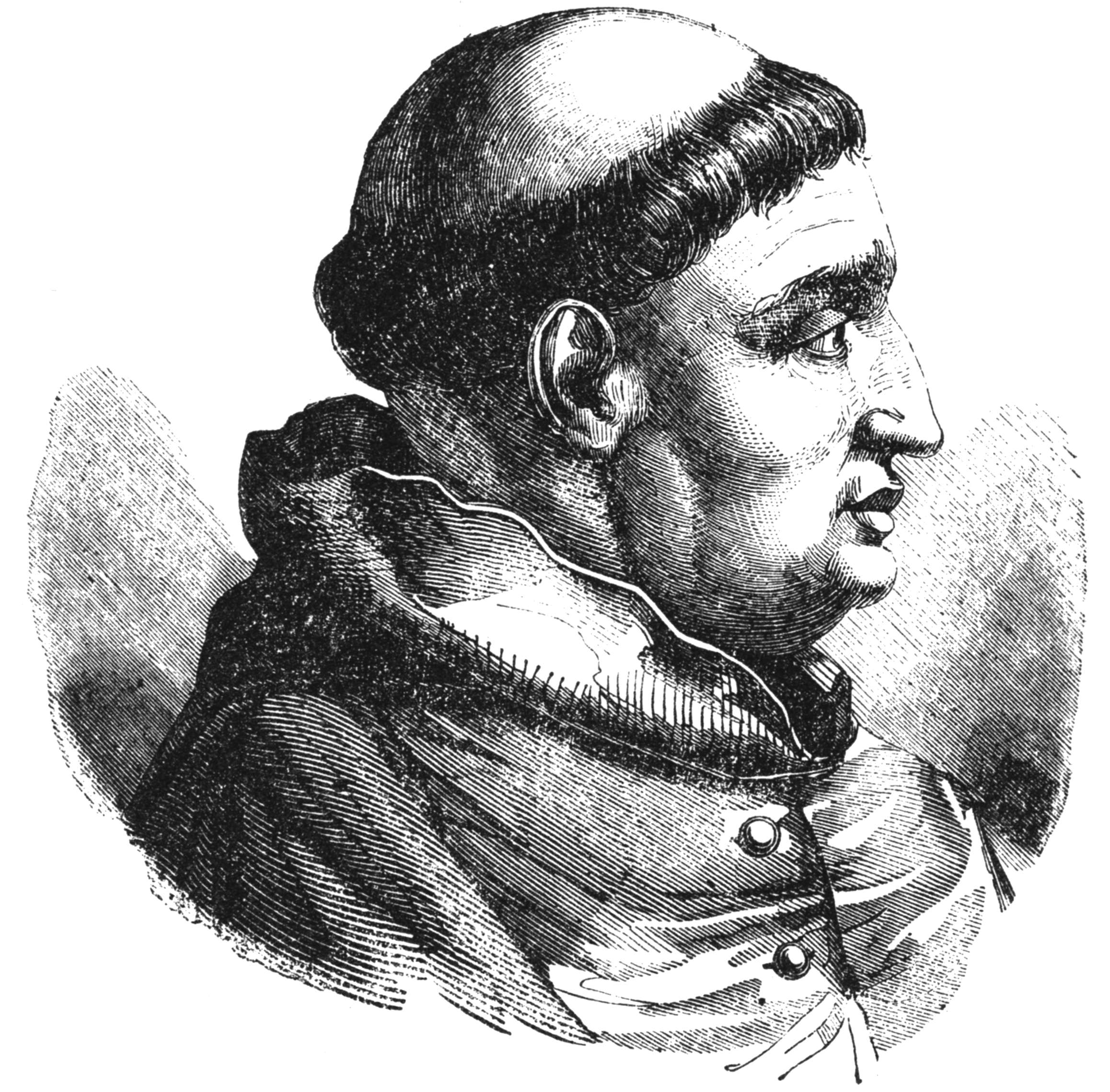
Giovanni Visconti
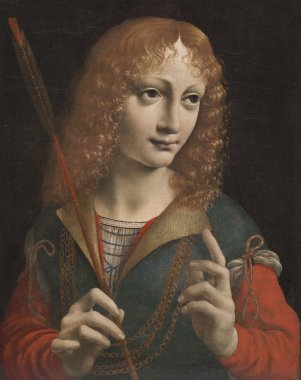
Gian Galeazzo Sforza
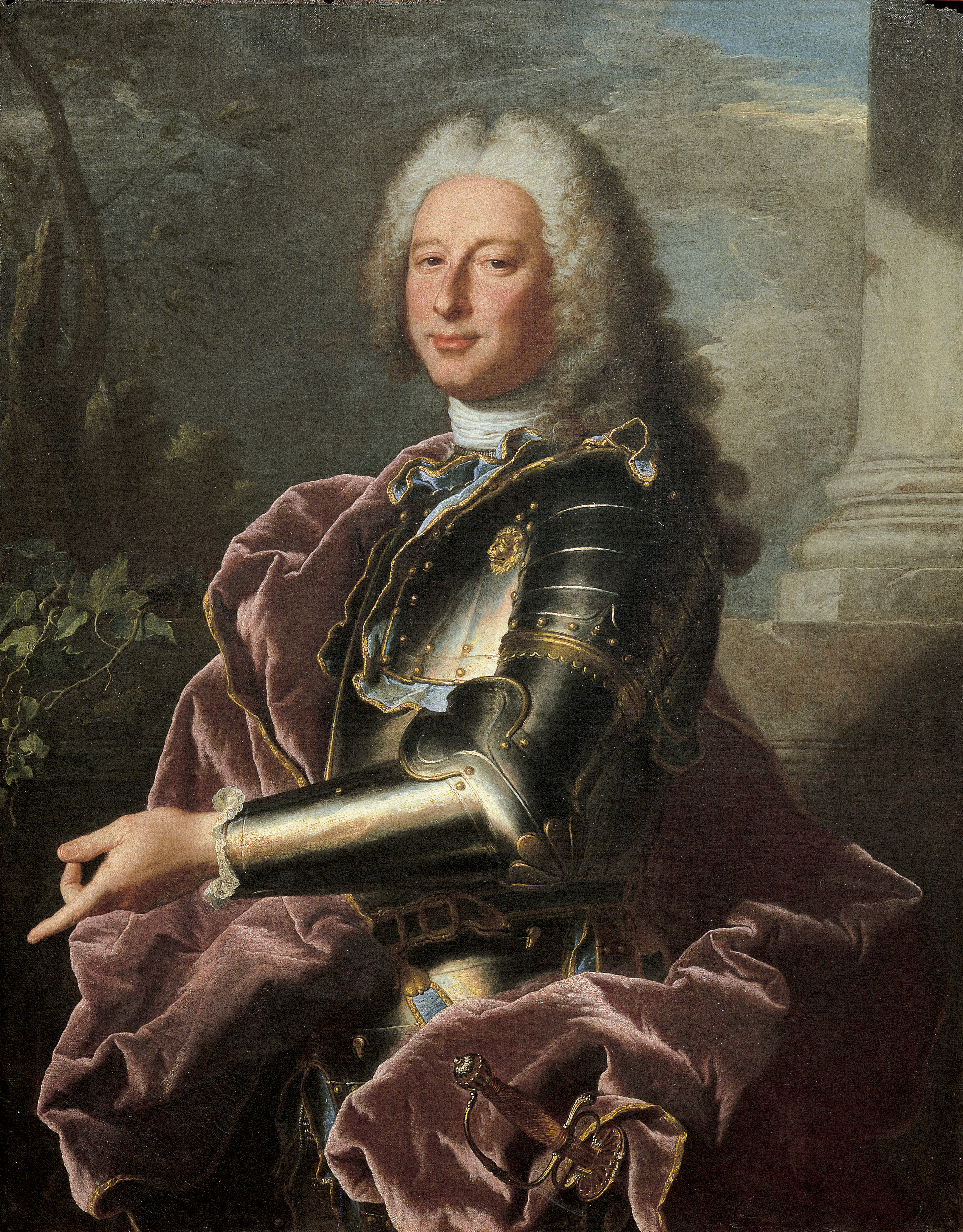
Gian Francesco Brignole Sale II na obrazie Hyacinthe Rigauda z roku 1739
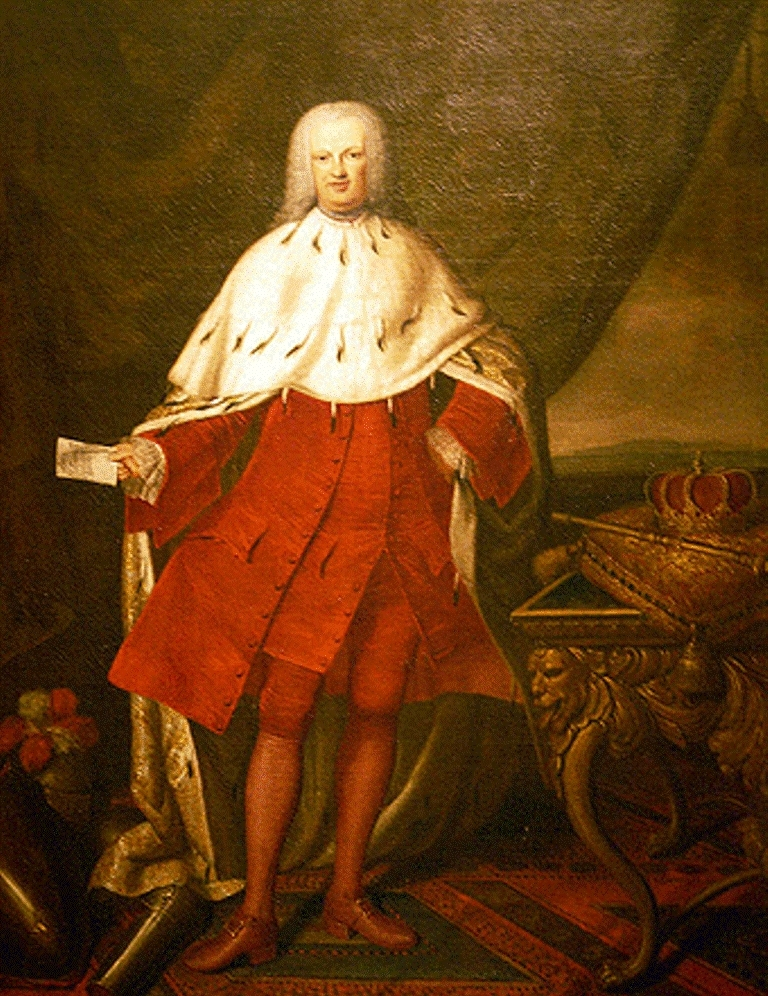
Giovanni Giacomo Grimaldi, doża 1756-1758
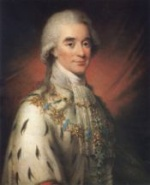
Raffaele De Ferrari Rodino (1732-1801), doża 1787-1789
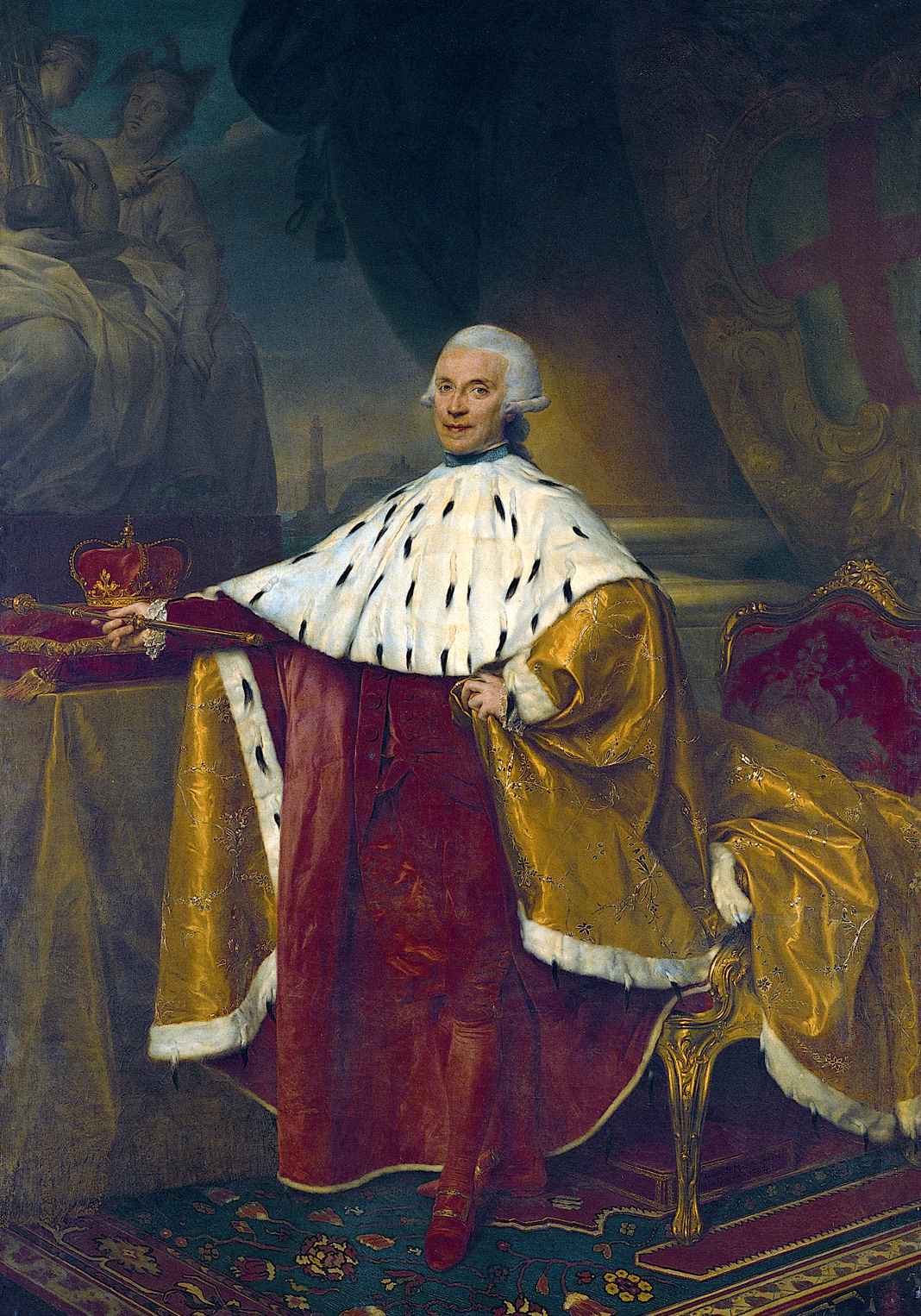
Michelangelo Cambiaso, doża 1791-1793

Chronologiczna lista dożów Genui:

## XIV wiek
- Simone Boccanegra: 1339 – 1344 (pierwszy doża)
- Giovanni di Murta: 1344 – 1350
- Signoria Viscontea: 1350 – 1356
- Simone Boccanegra: 1356 – 1363
- Gabriele Adorno: 1363 – 1370
- Domenico di Campofregoso: 1370 – 1378
- Antoniotto Adorno: 1378
- Nicolò Guarco: 1378 – 1383
- Federico Pagana: 1383
- Leonardo Montaldo: 1383 – 1384
- Antoniotto Adorno: 1384 – 1390
- Giacomo Campofregoso: 1390 – 1391
- Antoniotto Adorno: 1391 – 1392
- Antoniotto di Montaldo: 1392 – 1393
- Pietro Campofregoso: 1393
- Clemente di Promontorio: 1393
- Francesco Giustiniano di Garibaldo: 1393
- Antoniotto di Montaldo: 1393 – 1394
- Nicolò Zoagli: 1394
- Antonio Guarco: 1394
- Antoniotto Adorno: 1394 – 1396

## XV wiek

### 1396 – 1409 – zależność od Francji
- Antoniotto Adorno: 1396 – 1397 gubernator
- Walerian Luksemburski: 1397 gubernator
- Borleo Luksemburski: 1397 – 1398 pułkownik
- Pietro Fresnel: 1397 – 1398 pułkownik
- Collardo di Callevilla: 1398 – 1400 gubernator
- Battista: 1400 – 1401 gubernator
- Rinaldo d’Olivar: 1401 pułkownik
- Giovanni Lemeingre: 1401 – 1409 gubernator

### niezależność
- Teodor II Paleolog: 1409 – 1413 kapitan Genui
- Governo degli otto Rettori: 1413
- Giorgio Adorno: 1413 – 1415
- Barnaba di Goano: 1415
- Tommaso di Campofregoso: 1415 – 1421

### 1421 – 1435 – zależność od Mediolanu
- Francesco Bussone: 1421 – 1422 kapitan
- Urbano di Sant’Alosio: 1422 gubernator
- Francesco Bussone: 1422 – 1424 gubernator
- Giacomo degli Isolani: 1424 – 1428 gubernator
- Bartolomeo Capra: 1428 – 1432 gubernator
- Oppizino z Alzacji: 1432 – 1435 komisarz
- Erasmo Trivulzio: 1435 gubernator

### niezależność
- Isnardo Guarco: 1436
- Tommaso di Campofregoso: 1436 – 1437
- Battista di Campofregoso: 1437
- Tommaso di Campofregoso: 1437 – 1442
- Raffaele Adorno: 1443 – 1447
- Barnaba Adorno: 1447
- Giano di Campofregoso: 1447
- Lodovico di Campofregoso: 1447 – 1450
- Petro di Campofregoso: 1450 – 1458

### 1458 – 1461 – zależność od Francji
- Giovanni di Calabria: 1458 – 1459 gubernator
- Ludovico la Vallée: 1459 – 1461 gubernator

### niezależność
- Prospero Adorno: 1461
- Spinetta di Campofregoso: 1461
- Lodovico di Campofregoso: 1461 – 1462
- Paolo di Campofregoso: 1462
- Lodovico di Campofregoso: 1462 – 1463
- Paolo di Campofregoso: 1463 – 1464

### 1464 – 1477/1479 – zależność od Mediolanu
- Gaspare di Vimercate: 1464 gubernator
- Corrado di Fogliano: 1464 – 1466 gubernator
- Baldassarre della Corte: 1466 wikariusz
- Sagramoro Menclozzo: 1466 – 1468 gubernator
- Corrado di Fogliano: 1468 – 1470 gubernator
- Giacomo Bovarello: 1470 wikariusz
- Giovanni Pallavicino: 1471 – 1473 gubernator
- Guido Visconte: 1473 – 1475 gubernator
- Gian Francesco Pallavicino: 1475 – 1477 gubernator

- Ibleto Fieschi – kapitan Genui podczas powstania przeciw Mediolanowi w 1477.

- 1477 – 1478: zależność od Mediolanu
- Prospero Adorno: 1478 – 1479 gubernator

### niezależność
- Battista di Campofregoso: 1479 – 1483
- Paolo di Campofregoso: 1483 – 1488

### 1488 – 1499 – zależność od Mediolanu
- Paolo di Campofregoso: 1488 gubernator
- Agostino Adorno: 1488 – 1499 gubernator

### 1499 – 1507 – zależność od Francji
- Scipione Barbacara: 1499 gubernator
- Filippo di Cleves: 1499 – 1506 gubernator
- Filippo Roccabertin: 1506 – 1507 pułkownik

## XVI wiek
- Paolo da Novi: 1507

### 1507 – 1512 – zależność od Francji
- Rodolfo di Lanoy: 1507 – 1508 gubernator
- Francesco di Rochechouard: 1508 – 1512 gubernator

### niezależność
- Giano di Campofregoso: 1512 – 1513

### 1513 – zależność od Francji
- Antoniotto Adorno: 1513 gubernator

### niezależność
- Ottaviano di Campofregoso: 1513 – 1515

### 1515 – 1522 – zależność od Francji
- Ottaviano di Campofregoso: 1515 – 1522 gubernator

### niezależność
- Antoniotto II Adorno: 1522 – 1527

### 1527 – 1528 – zależność od Francji
- Teodoro Trivulzio: 1527 – 1528 gubernator

### niezależność
- Andrea Doria – cenzor 1528 – 1555, restaurator republiki. Od tego czasu urząd doży trwał dwa lata.

- Oberto Cattaneo Lazzari: 1528 –  1530
- Battista Spinola: 1531 – 1533
- Battista Lomellini: 1533 – 1535
- Cristoforo Rosso Grimaldi: 1535 – 1537
- Giovanni Battista Doria: 1537 – 1539
- Giannandrea Lungo Giustiniani: 1539 – 1541
- Leonardo Cattaneo della Volta: 1541 – 1543
- Andrea Centurione Pietrasanta: 1543 – 1545
- Giovanni Battista De Fornari: 1545 – 1547
- Benedetto Gentile Pevere: 1547 – 1549
- Gaspare Grimaldi Bracelli: 1549 – 1551
- Luca Spinola: 1551 – 1553
- Giacomo Promontorio: 1553 – 1555
- Agostino Pinello Ardimenti:  1555 – 1557
- Pietro Giovanni Chiavica Cibo: 1557 – 1558
- Girolamo Vivaldi: 1559 – 1561
- Paolo Battista Giudice Calvi: 4 stycznia 1561 – 27 września 1561
- Battista Cicala Zoaglio: 1561 – 1563
- Giovanni Battista Lercari: 1563 – 1565
- Odorico Ottavio Gentile: 1565 – 1567
- Simone Spinola: 1567 – 1569
- Paolo Giustiniani Moneglia: 1569 – 1571
- Gianotto Lomellini: 1571 – 1573
- Giacomo Durazzo Grimaldi: 1573 – 1575
- Prospero Centurione Fattinanti: 1575 – 1577
- Giovanni Battista Gentile Pignolo: 1577 – 1579
- Nicolò Doria: 1579 – 1581
- Gerolamo De Franchi Toso: 1581 – 1583
- Gerolamo Chiavari: 1583 – 1585
- Ambrogio Di Negro: 1585 – 1587
- Davide Vacca (lub Vaccari): 1587 – 1589
- Battista Negrone: 1589 – 1591
- Giovannni Agostino Campi Giustiniani: 1591 – 1593
- Antonio Cebà Grimaldi: 1593 – 1595
- Matteo Senarega: 1595 – 1597
- Lazzaro Cebà Grimaldi: 1597 – 1599
- Lorenzo Sauli: 1599 – 1601

## XVII wiek
- Agostino Doria: 1601 – 1603
- Pietro (Sacco) De Franchi: 1603 – 1605
- Luca (De Castro) Grimaldi: 1605 – 1607
- Silvestro Invrea: 1607 – 1607
- Gerolamo Assereto: 1607 – 1609
- Agostino Luciani Pinello: 1609 – 1611
- Alessandro Longo Giustiniani: 1611 – 1613
- Tomaso Spinola: 1613 – 1615
- Bernardo Clavarezza: 1615 – 1617
- Giovanni Giacomo (Tartaro) Imperiale: 1617 – 1619
- Pietro Durazzo: 1619 – 1621
- Ambrogio Doria: 1621 – 1621
- Giorgio Centurione: 1621 – 1623
- Federico De Franchi: 1623 – 1625
- Giacomo Lomellini: 1625 – 1627
- Giovanni Luca Chiavari: 1627 – 1629
- Andrea Spinola: 1629 – 1631
- Leonardo Della Torre: 1631 – 1633
- Giovanni Stefano Doria: 1633 – 1635
- Gian Francesco Brignole Sale I: 1635 – 1637
- Agostino Pallavicini: 1637 – 1639
- Giovanni Battista Durazzo: 1639 – 1641
- Giovanni Agostino De Marini: 1641 – 1642
- Giovanni Battista Lercari: 1642 – 1644
- Luca Giustiniani: 1644 – 1646
- Giovanni Battista Lomellini: 1646 – 1648
- Giacomo (Toso) De Franchi: 1648 – 1650
- Agostino Centurione: 1650 – 1652
- Gerolamo De Franchi: 1652 – 1654
- Alessandro Spinola:  1654 – 1656
- Giulio Sauli: 1656 – 1658
- Giovani Battista Centurione: 1658 – 1660
- Gian Bernardo Frugoni: 1660 – 1661
- Antoniotto Invrea: 1661 – 1663
- Stefano De Mari: 1663 – 1665
- Cesare Durazzo: 1665 – 1667
- Cesare Gentile: 1667 – 1669
- Francesco Garbarino: 1669 – 1671
- Alessandro Grimaldi: 1671 – 1673
- Agostino Saluzzo: 1673 – 1675
- Antonio Da Passano: 1675 – 1677
- Giannettino Odone: 1677 – 1679
- Agostino Spinola: 1679 – 1681
- Luca Maria Invrea: 1681 – 1683
- Francesco Maria Lercari Imperiale: 1683 – 1685
- Pietro Durazzo: 1685 – 1687
- Luca Spinola: 1687 – 1689
- Oberto Della Torre: 1689 – 1691
- Giovanni Battista Cattaneo: 1691 – 1693
- Francesco Invrea: 1693 – 1695
- Bendinelli Negrone: 1695 – 1697
- Francesco Maria Sauli: 1697 – 1699
- Girolamo De Mari: 1699 – 1701

## XVIII wiek
- Federico De Franchi: 1701 – 1703
- Antonio Cebà Grimaldi: 1703 – 1705
- Stefano Onorato Ferreti: 1705 – 1707
- Domenico Maria De Mari: 1707 – 1709
- Vincenzo Durazzo: 1709 – 1711
- Francesco Maria Imperiale: 1711 – 1713
- Giovanni Antonio Giustiniani: 1713 – 1715
- Lorenzo Centurione: 1715 – 1717
- Benedetto Viale: 1717 – 1719
- Ambrogio Imperiale: 1719 – 1721
- Cesare De Franchi: 1721 – 1723
- Domenico Negrone: 1723 – 1725
- Gerolamo Veneroso: 1726 – 1728
- Luca Grimaldi: 1728 – 1730
- Francesco Maria Balbi: 1730 – 1732
- Domenico Maria Spinola: 1732 – 1734
- Stefano Durazzo: 1734 – 1736
- Nicolò Cattaneo: 1736 – 1738
- Costantini Balbi: 1738 – 1740
- Nicolò Spinola: 1740 – 1742
- Domenico Canevaro: 1742 – 1744
- Lorenzo De Mari: 1744 – 1746
- Gian Francesco Brignole Sale II: 1746 – 1748
- Cesare Cattaneo Della Volta: 1748 – 1750
- Agostino Viale: 1750 – 1752
- Stefano Lomellini: 1752 – 1752
- Giovanni Battista Grimaldi: 1752 – 1754
- Gian Giacomo Veneroso: 1754 – 1756
- Giovanni Giacomo Grimaldi: 1756 – 1758
- Matteo Franzoni: 1758 – 1760
- Agostino Lomellini: 1760 – 1762
- Rodolfo Giulio Brignole Sale: 1762 – 1764
- Francesco Maria Della Rovere: 1765 – 1767
- Marcello Durazzo: 1767 – 1769
- Giovanni Battista Negrone: 1769 – 1771
- Giovanni Battista Cambiaso: 1771 – 1773
- Ferdinando Spinola: 1773 – 1773
- Pier Franco Grimaldi: 1773 – 1775
- Brizio Giustiniani: 1775 – 1777
- Giuseppe Lomellini: 1777 – 1779
- Giacomo Maria Brignole: 1779 – 1781
- Marco Antonio Gentile:  1781 – 1783
- Giovanni Battista Airoli: 1783 – 1785
- Gian Carlo Pallavicino: 1785 – 1787
- Raffaele De Ferrari: 1787 – 1789
- Alerame Maria Pallavicini: 1789 – 1791
- Michelangelo Cambiaso: 1791 – 1793
- Giuseppe Maria Doria: 1793 – 1795
- Giacomo Maria Brignole: 1795 – 1797